# Jules Roche
Pour les articles homonymes, voir Roche (homonymie).
Jules Roche, né le 22 mai 1841 à Saint-Étienne (Loire) et mort le 8 avril 1923 à Paris (Seine), est un homme politique, avocat et journaliste français. Il a longtemps fait partie de la garde rapprochée de Georges Clemenceau, avant de s'éloigner des radicaux.

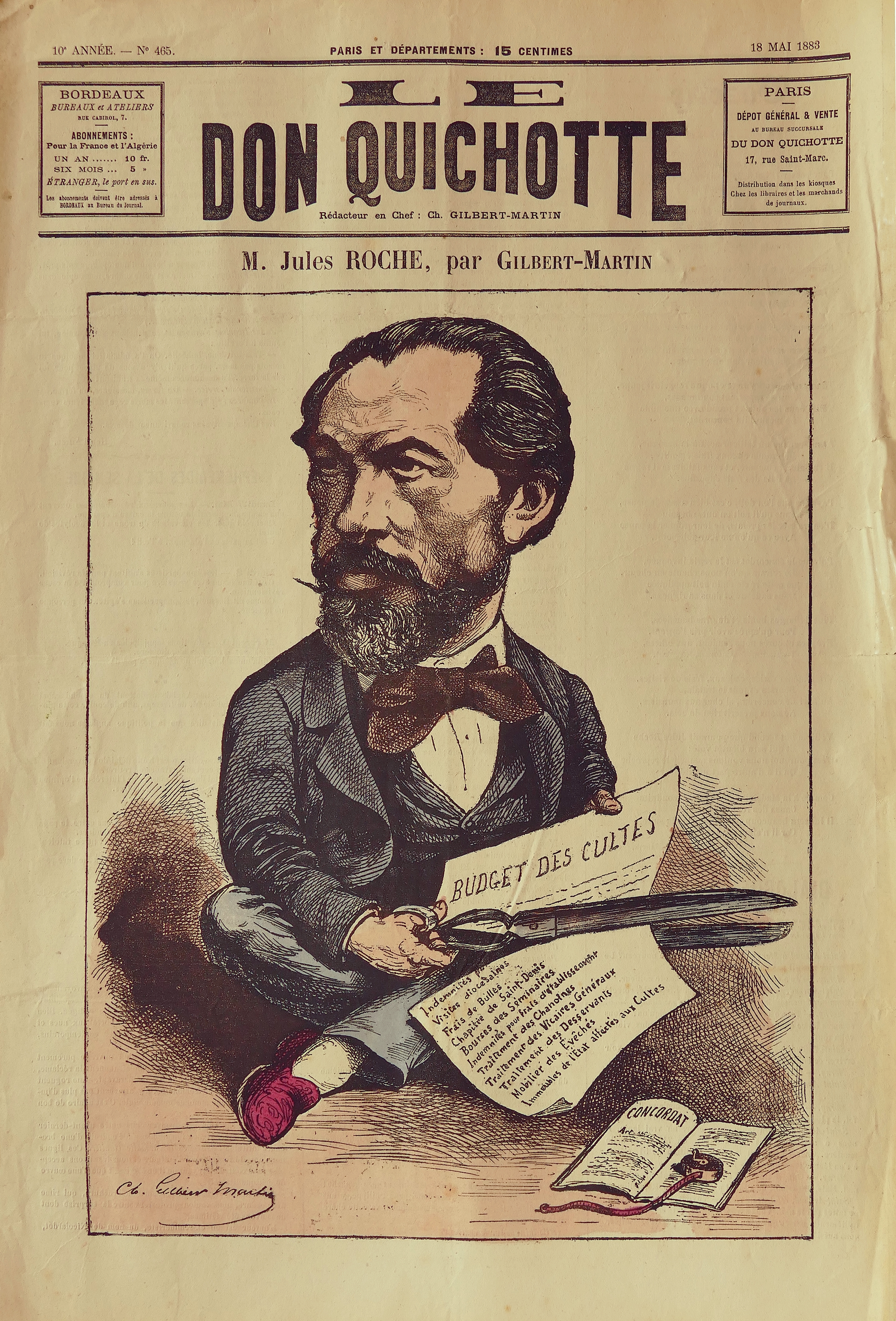
Jules Roche, caricature par Charles Gilbert-Martin pour le numéro 465 du Don Quichotte, 1883.

## Biographie
Il nait dans une famille catholique, son oncle est un ancien évêque de Gap. Il est élève au lycée Thiers et au collège Stanislas. À la suite de ses études de droit à Paris, il s’inscrit au barreau de Lyon. Il est nommé secrétaire de la préfecture de l’Ardèche le 4 septembre 1870, le jour de la chute du Second Empire dont il était un farouche opposant. Il est également par la suite secrétaire de la préfecture du Var. Il échoue à être élu député sur la liste républicaine en Ardèche en 1871. Il est révoqué de son poste de secrétaire de préfecture avant d'être réintégré quelques mois plus tard. En 1873, il quitte son poste pour se consacrer au journalisme. 
Rédacteur du journal L'Ardèche à partir de 1869, il dirige également L’Avenir du Jura et Le Patriote savoisien. Il est également rédacteur en chef du Petit Parisien lors de sa création en 1876. Il est appelé par Clemenceau pour participer à la fondation du journal La Justice, où il va défendre des idées radicales et collaborera ensuite à divers autres organes de presse Voltaire, Le Siècle, La République française.
En 1877, il se présente à la députation en Ardèche, dans l'arrondissement de Largentière mais est battu. En 1879, il est élu, comme Républicain intransigeant, conseiller municipal de Paris-Bercy et conseiller général de la Seine. Réélu en 1881, il devient vice-président du conseil municipal. Rapporteur du budget des cultes de la ville de Paris, il rejette toute subvention et se fait remarquer pour son rapport sur les immeubles appartenant à la ville et occupés gratuitement par les congrégations.
Cette même année, il est élu député du Var, pour l'arrondissement de Draguignan (il était également candidat dans l'Ardèche à Privas et dans le 12e arrondissement de Paris mais fut battu dans ces deux circonscriptions). 
En tant que député, il est tout d’abord à l’extrême gauche. Proche de Clemenceau, il vote toutes les motions radicales. Anticlérical, il élabora une proposition de loi pour supprimer le budget des cultes, disperser les congrégations religieuses et séculariser leurs biens. Il souhaitait également l'abrogation des lois qui ont établi des archevêchés et des évêchés en dehors de ceux fixés par le Concordat. Il se sépare de son groupe parlementaire sur la question de l’élection des juges, dont il n’est pas partisan et se rapproche alors de l'Union républicaine. Par ses articles, il combat les radicaux et s’opposera à Jean Jaurès. Il soutient Paul Bert sur son projet sur l'instruction publique, puis se rallie à la « politique opportuniste ». Il vote les crédits pour  l'expédition du Tonkin. 
Il est élu député de la Savoie, pour le parti modéré, lors des élections de 1885 (il s'était également présenté en Ardèche, dans la Seine et dans le Var mais sans y être élu,).   
Pendant ce mandat, de 1885 à 1889, il va s'occuper presque exclusivement d'économie et de finances. Il est Rapporteur du budget, et prépare la loi sur l’exposition universelle de 1889. Parmi ses votes, il vote pour les poursuites contre le Général Boulanger ainsi que celles contre trois députés de la Ligue des patriotes, pour le projet de loi Lisbonne restrictif de la liberté de la presse et pour le rétablissement du scrutin par arrondissement (1889). 
Il est ministre du Commerce, de l'Industrie et des Colonies dans le cabinet Freycinet de 1890 à 1892. Il fait plusieurs voyages d’études en Russie et en Orient.
Redevenu député, il s’oppose en 1905 à la séparation des Églises et de l'État. Il est également contre l’impôt sur le revenu (instauré en 1914), et il est à l’origine de la Ligue des Contribuables. Il n’a jamais renié ses attaches ardéchoises, restant longtemps maire de Serrières et conseiller général. En 1896, il fonde les Sauveteurs de Serrières, une société de joutes nautiques lyonnaises et givordines qu'il présidera. 
Jules Roche meurt le 8 avril 1923 en son domicile parisien, au 84, Boulevard des Batignolles.
Il est le père de la peintre Juliette Roche. Le quai de Serrières, le long du Rhône, porte son nom.

## Principaux mandats
- Maire de Serrières
- Député du Var de 1881 à 1885
- Député de la Savoie de 1885 à 1898
- Député de l'Ardèche de 1898 à 1919
- Ministre du Commerce, de l’Industrie et des Colonies du 17 mars 1890 au 8 mars 1892
- Ministre du Commerce et de l’Industrie du 8 mars 1892 au 6 décembre 1892

## Ouvrages
- Le Budget des Cultes (1883)
- L’Allemagne et la France (1898)
- La politique économique de la France (1898)
- Finances et politique (1899)
- Budgets du XIXe siècle et Questions diverses (1901)
- L’Impôt sur le Revenu, Discours Parlementaires, Quand serons-nous en République ? (1918)
- L’Alsace-Lorraine, terre française. (1918)